# Suzannens Tugend
Suzannens Tugend è un cortometraggio muto del 1916 diretto da Hubert Moest.

## Produzione
Il film fu prodotto dalla Eiko Film GmbH di Berlino.

## Distribuzione
In Germania, il film - un cortometraggio in una bobina - uscì nelle sale cinematografiche il 15 dicembre 1916 presentato al Tauentzienpalast di Berlino.